# Axonopus capillaris
Axonopus capillaris là một loài thực vật có hoa trong họ Hòa thảo. Loài này được (Lam.) Chase mô tả khoa học đầu tiên năm 1911.